# Cyrtopogon varans
Cyrtopogon varans är en tvåvingeart som beskrevs av Charles Howard Curran 1923. Cyrtopogon varans ingår i släktet Cyrtopogon och familjen rovflugor. Inga underarter finns listade i Catalogue of Life.